# Condado de Valdeinfantas
El condado de Valdeinfantas es un título nobiliario español creado el 20 de enero de 1896 por la reina regente María Cristina de Habsburgo y Lorena y concedido, en nombre de Alfonso XIII, en favor de José María de Hoyos y Hurtado, gentilhombre de cámara del rey con ejercicio.
En 1961, el rey Juan Carlos I rehabilitó este título en favor de José Toro Buiza.

## Condes de Valdeinfantas
|                                     | Titular                        | Periodo                   |
| Creación por Alfonso XIII           | Creación por Alfonso XIII      | Creación por Alfonso XIII |
| ----------------------------------- | ------------------------------ | ------------------------- |
| I                                   | José María de Hoyos y Hurtado  | 1896-¿?                   |
| Rehabilitación por Francisco Franco |                                |                           |
| II                                  | José de Toro Buiza             | 1963-¿?                   |
| III                                 | José de Toro y Pérez de Guzmán | 1982-¿?                   |
| IV                                  | María Toro Pinilla             | 2021-hoy                  |

## Historia de los condes de Valdeinfantas
- José María de Hoyos y Hurtado, I conde de Valdeinfantas, gentilhombre de cámara del rey con ejercicio, caballero de la Real Maestranza de Sevilla, Gran Cruz de la Orden de Isabel la Católica.[1]

Por real decreto de rehabilitación del 16 de noviembre de 1961 (BOE del día 28) y carta de sucesión expedida el 22 de marzo de 1963, le sucedió:
- José de Toro Buiza, II conde de Valdeinfantas.

El 29 de septiembre de 1982, previa orden del 18 de marzo para que se expida la correspondiente carta de sucesión (BOE del 4 de junio), le sucedió su hijo:
- José de Toro y Pérez de Guzmán, III conde de Valdeinfantas.

El 15 de abril de 2021 (BOE del día 26) se ordenó expedir carta de sucesión en favor de:
- María Toro Pinilla, IV condesa de Valdeinfantas.